# Missões diplomáticas dos Países Baixos

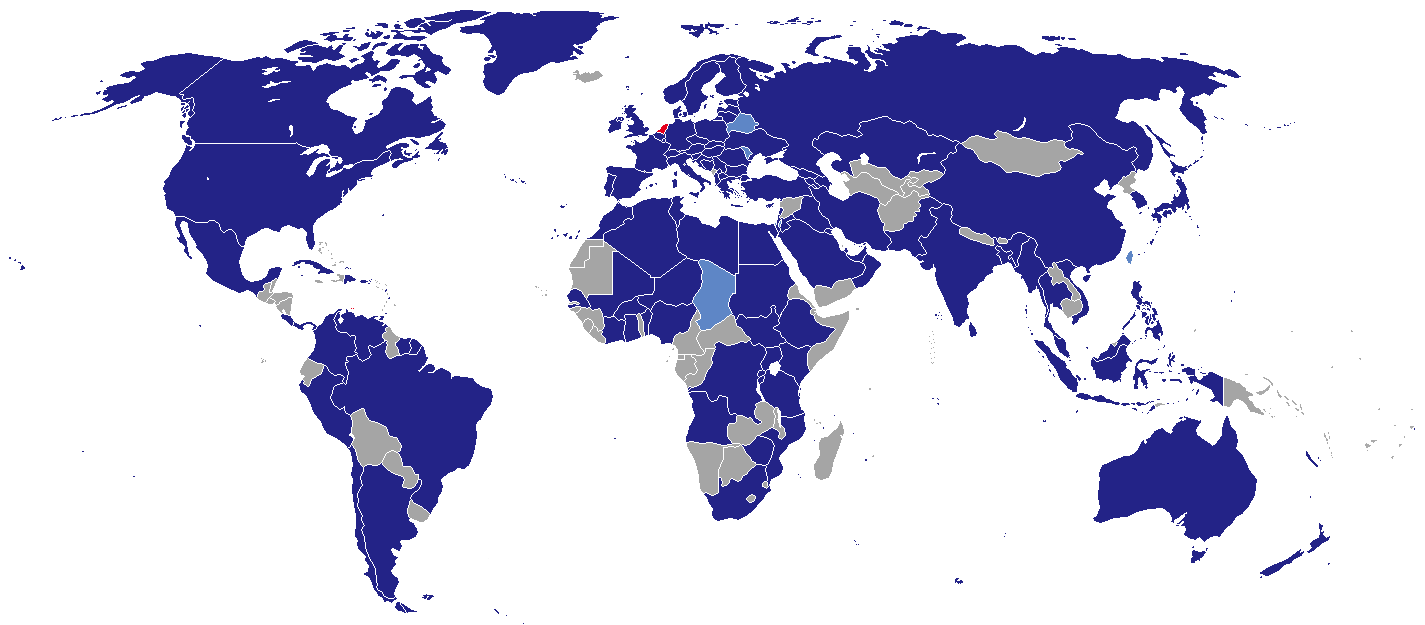
Mapa das missões diplomáticas dos Países Baixos.

Abaixo se encontram as embaixadas e consulados dos Países Baixos:

## África

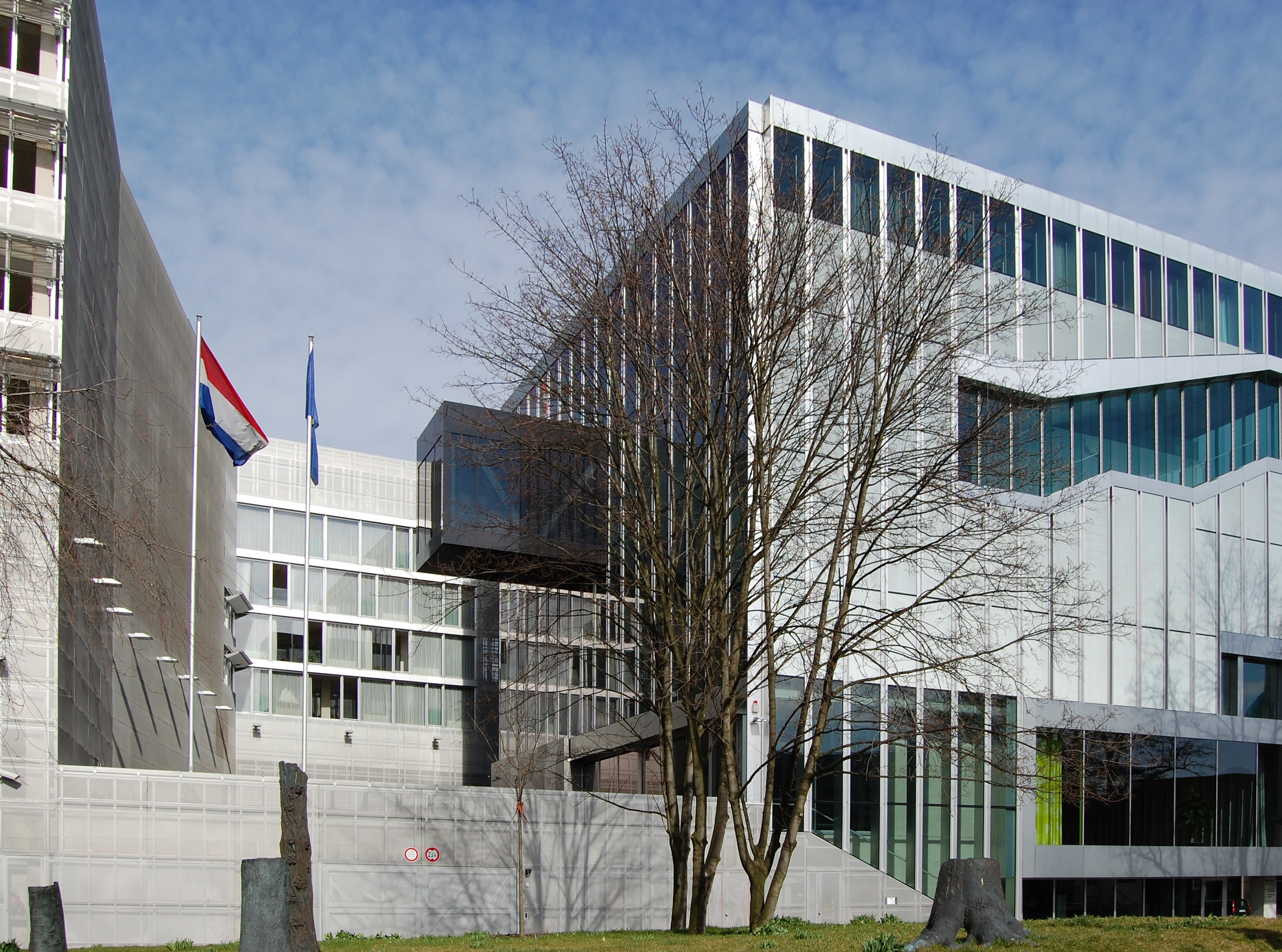
Embaixada dos Países Baixos em Berlim.

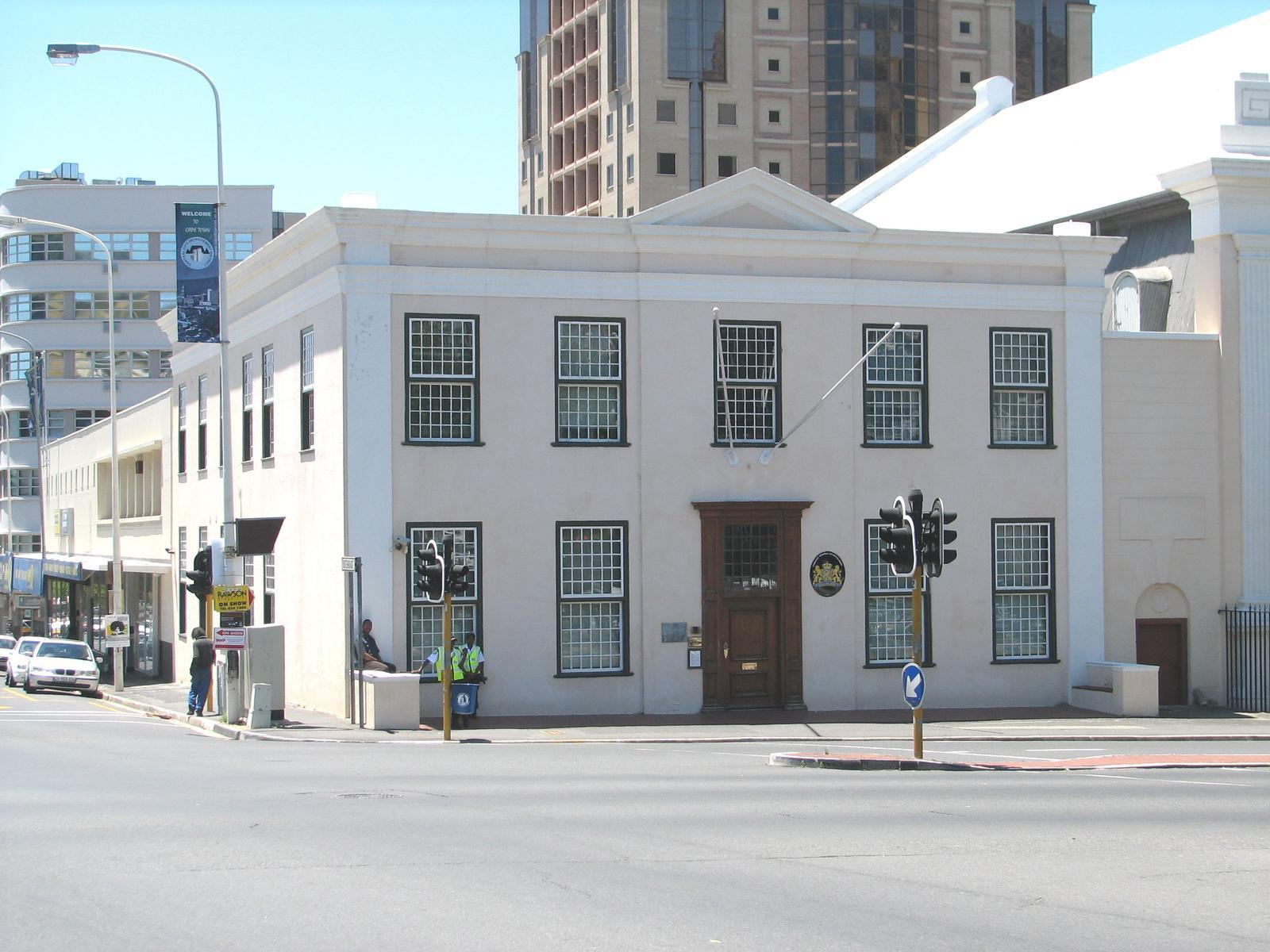
Consulado-Geral dos Países Baixos na Cidade do Cabo.

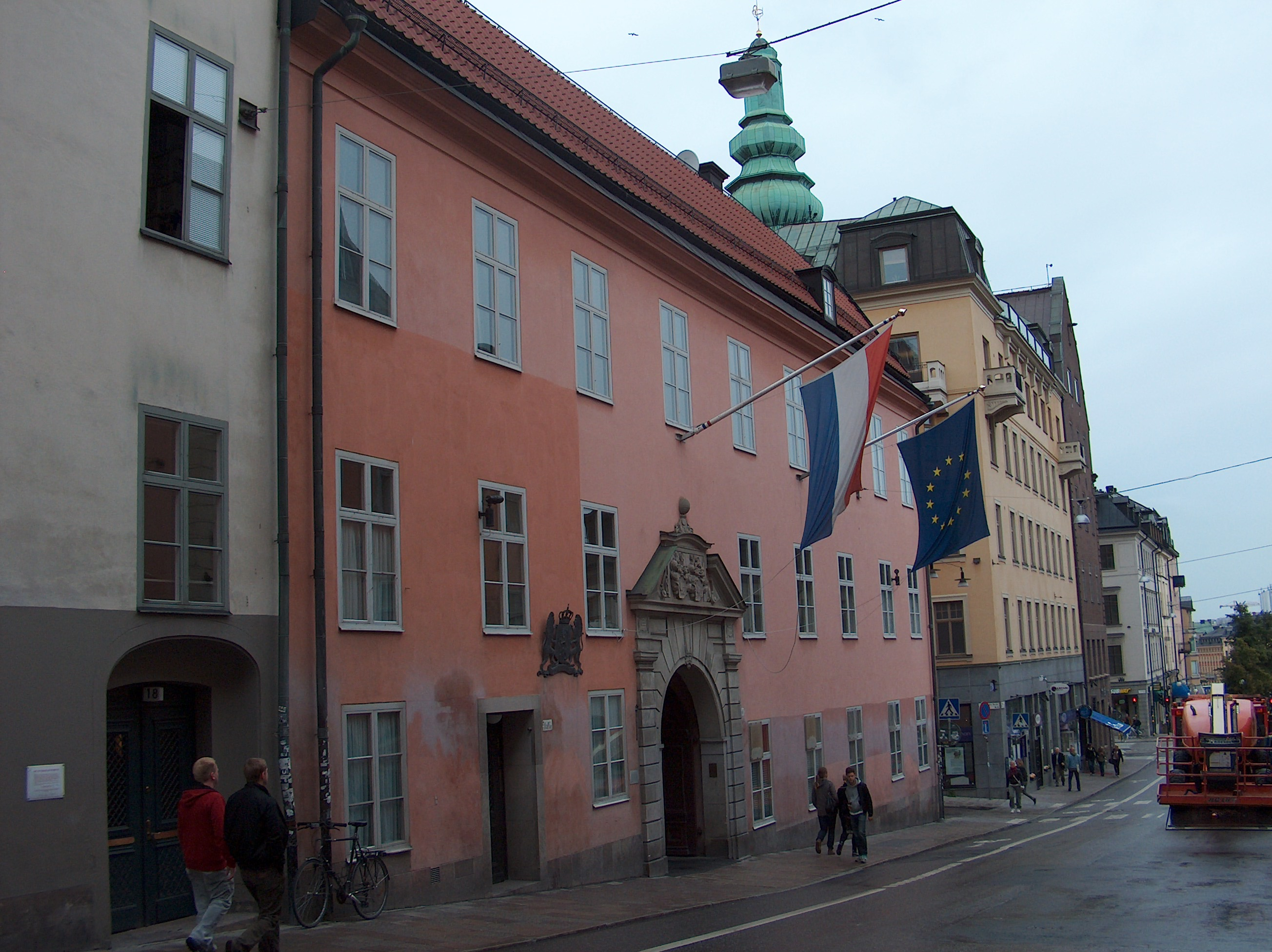
Embaixada dos Países Baixos em Estocolmo.

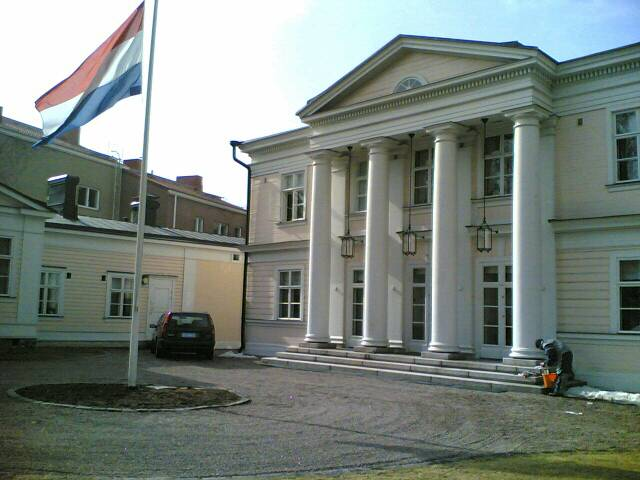
Embaixada dos Países Baixos em Helsínquia.

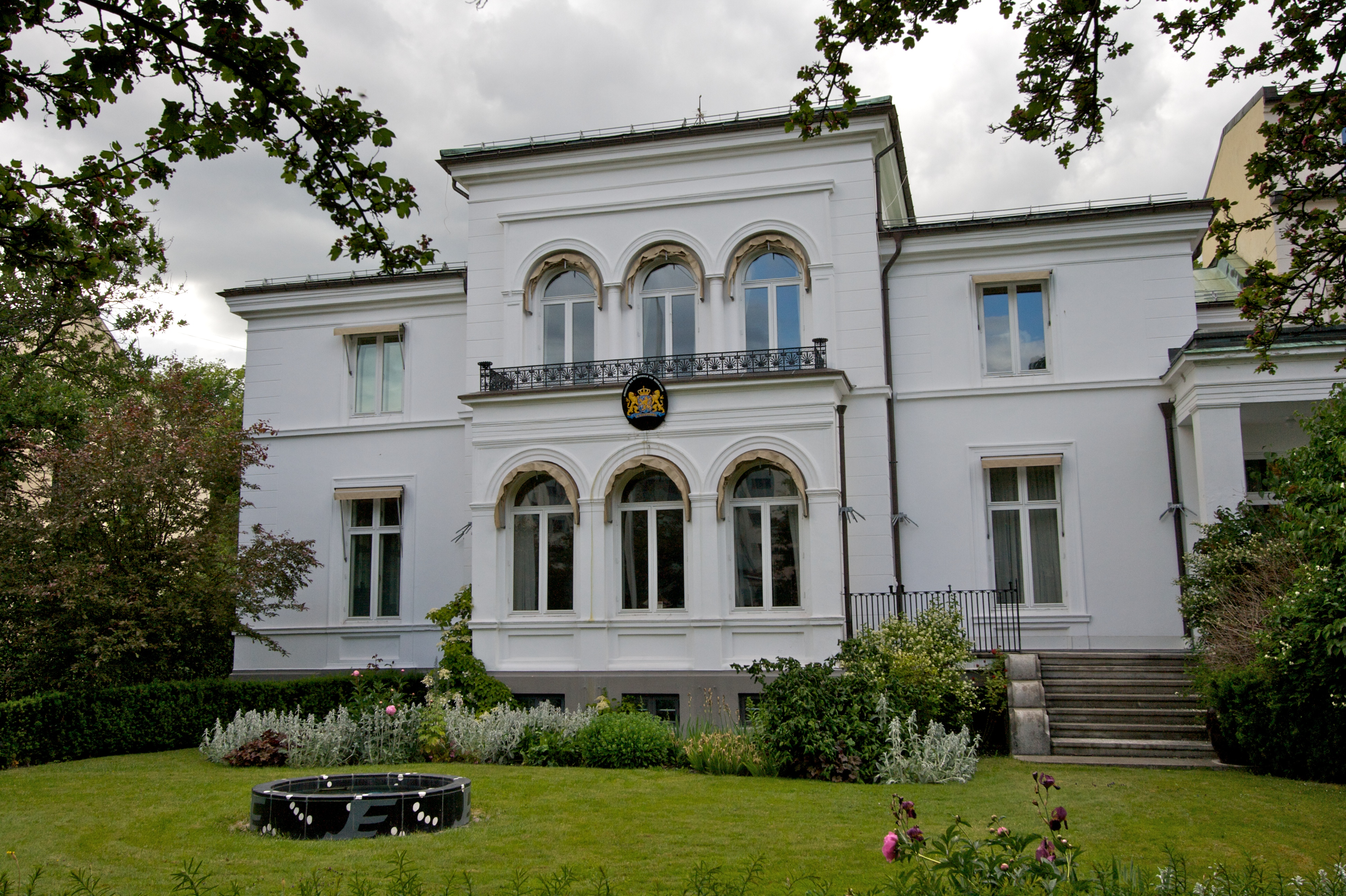
Embaixada dos Países Baixos em Oslo.

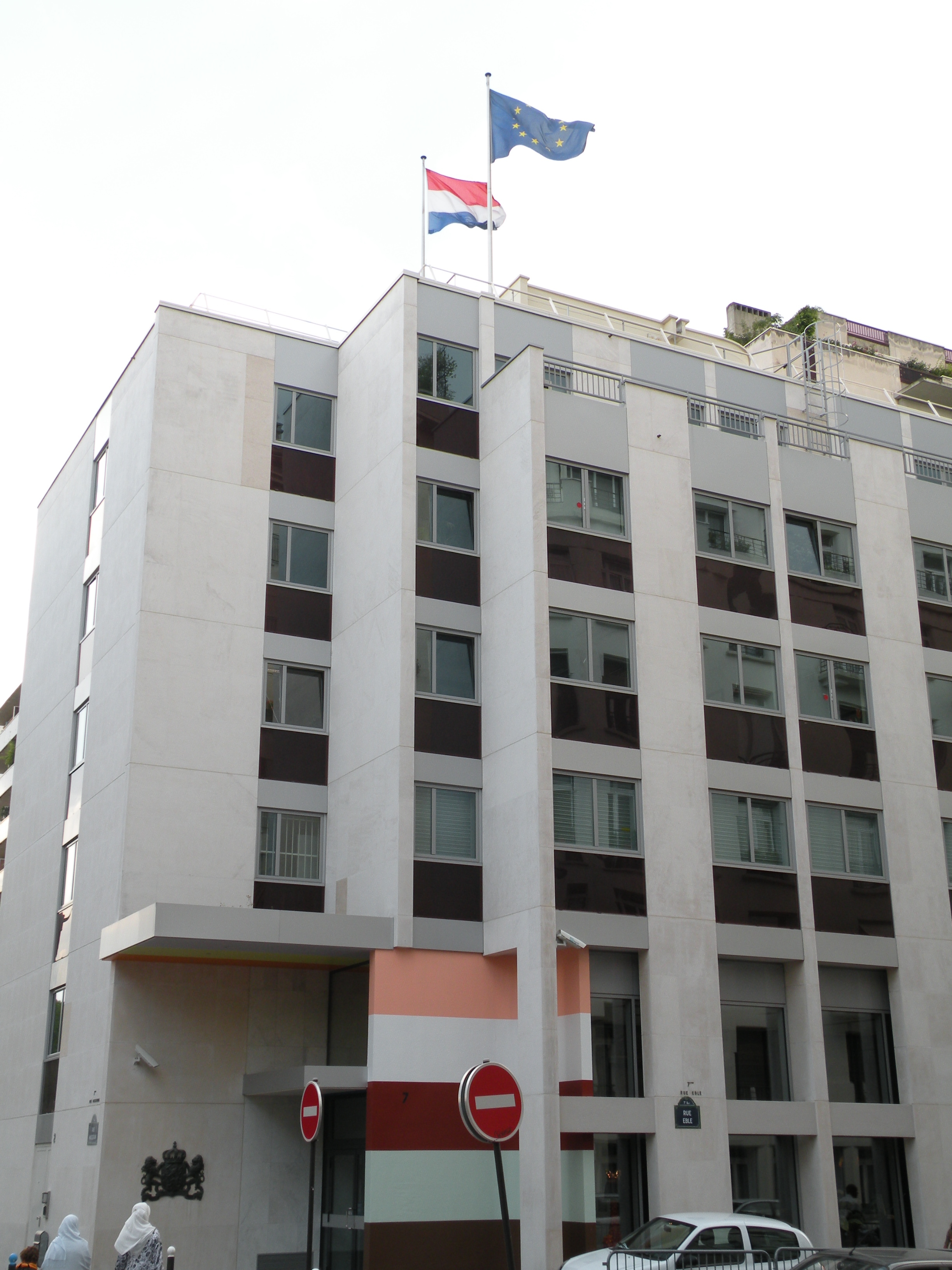
Embaixada dos Países Baixos em Paris.

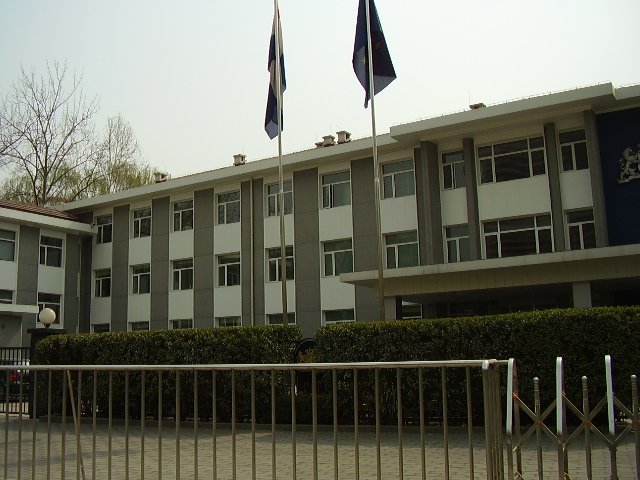
Embaixada dos Países Baixos em Pequim.

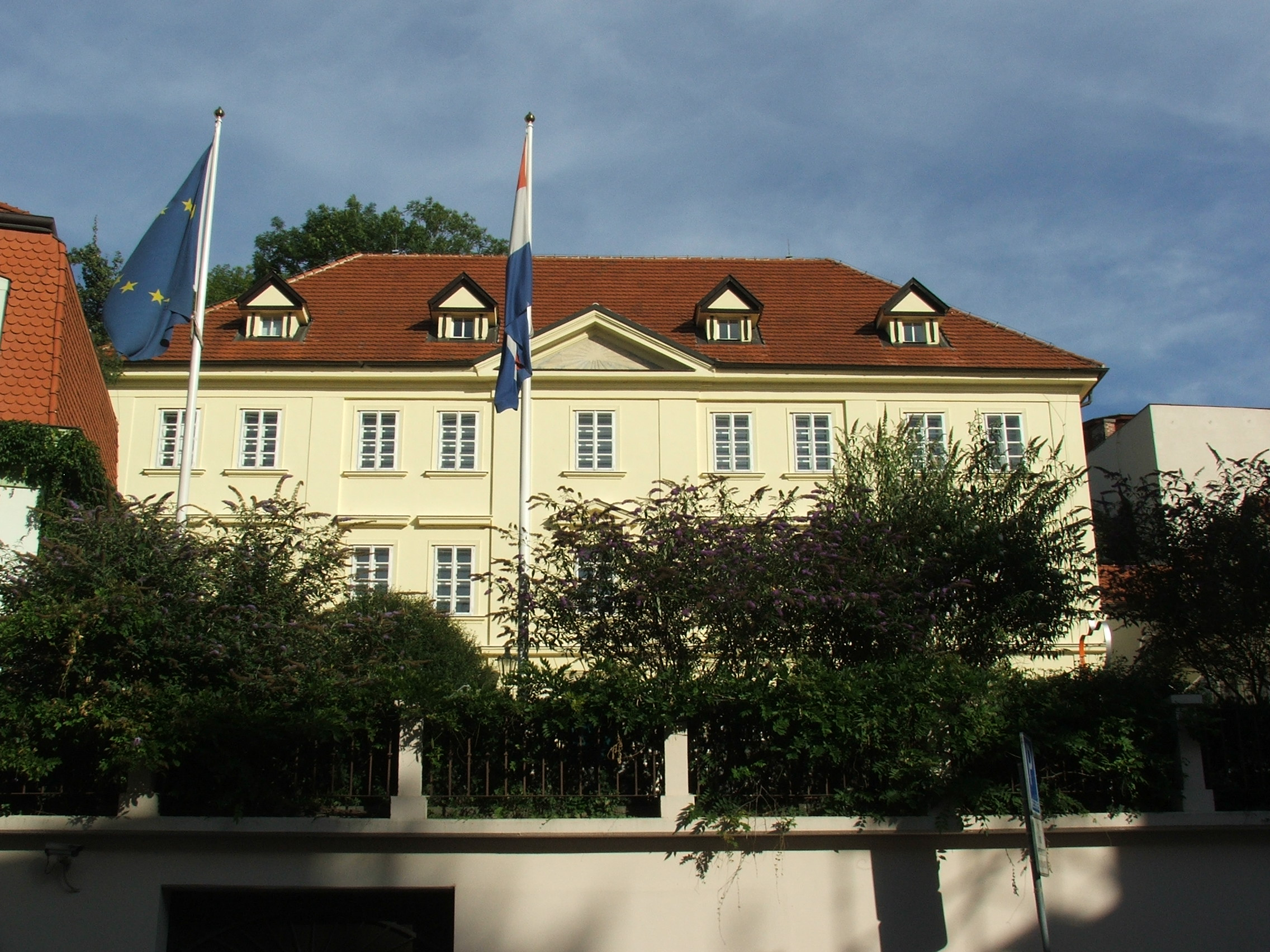
Embaixada dos Países Baixos em Praga.

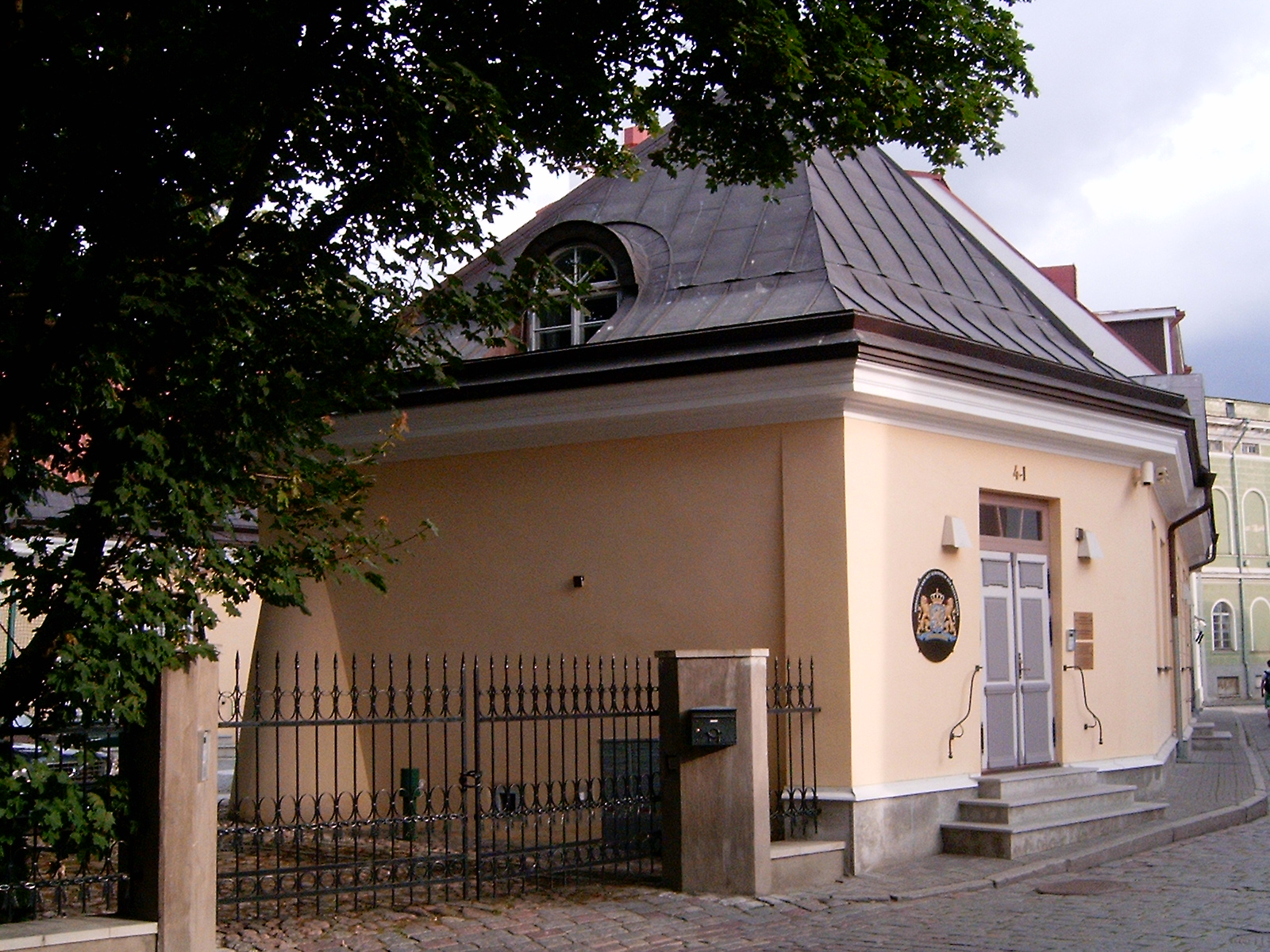
Embaixada dos Países Baixos em Tallinn.

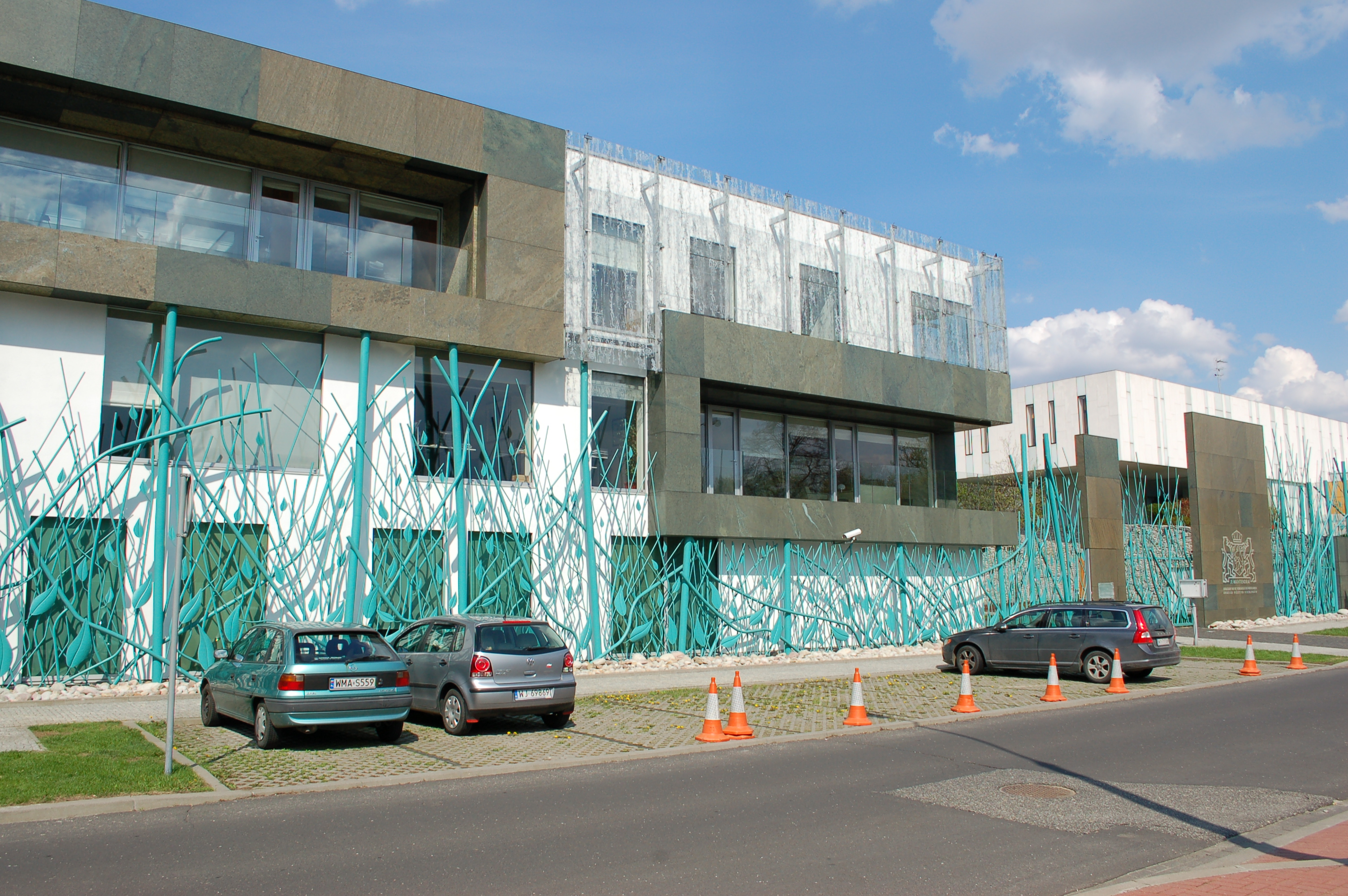
Embaixada dos Países Baixos em Varsóvia.

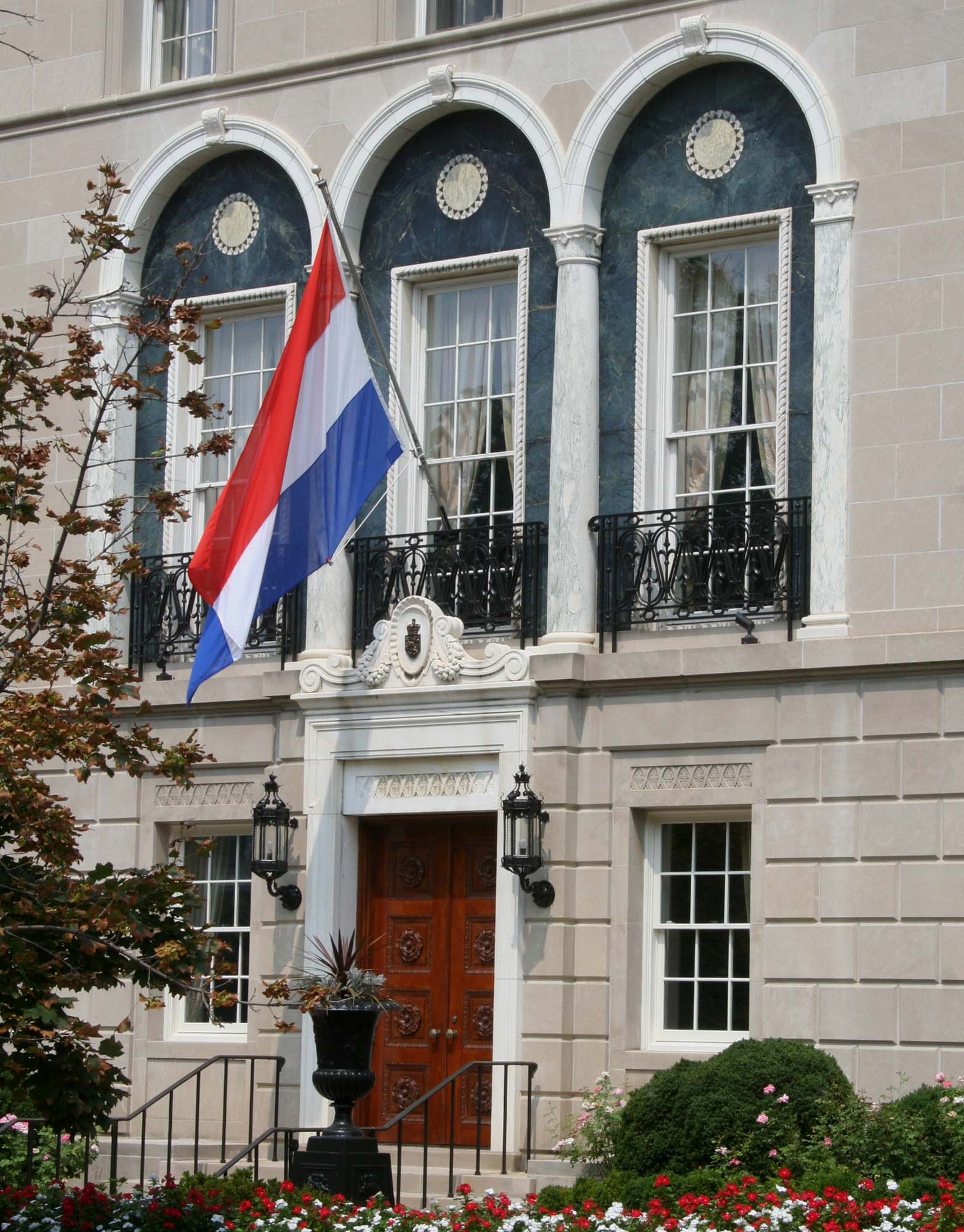
Embaixada dos Países Baixos em Washington, D.C.

- África do Sul
  - Pretória (Embaixada)
  - Cidade do Cabo (Consulado-Geral)
- Angola
  - Luanda (Embaixada)
- Argélia
  - Argel (Embaixada)
- Benim
  - Cotonou (Embaixada)
- Burundi
  - Bujumbura (Embaixada)
- Costa do Marfim
  - Abidjan (Embaixada)
- Egito
  - Cairo (Embaixada)
- Etiópia
  - Adis Abeba (Embaixada)
- Gana
  - Acra (Embaixada)
- Líbia
  - Trípoli (Embaixada)
- Mali
  - Bamako (Embaixada)
- Marrocos
  - Rabat (Embaixada)
  - Casablanca (Consulado-Geral)
- Moçambique
  - Maputo (Embaixada)
- Nigéria
  - Abuja (Embaixada)
- Quênia
  - Nairóbi (Embaixada)
- República Democrática do Congo
  - Kinshasa (Embaixada)
- Ruanda
  - Kigali (Embaixada)
- Senegal
  - Dakar (Embaixada)
- Sudão
  - Cartum (Embaixada)
- Sudão do Sul
  - Juba (Embaixada)
- Tanzânia
  - Dar es Salaam (Embaixada)
- Tunísia
  - Tunes (Embaixada)
- Uganda
  - Kampala (Embaixada)
- Zimbabwe
  - Harare (Embaixada)

## América
- Argentina
  - Buenos Aires (Embaixada)
- Brasil
  - Brasília (Embaixada)
  - Rio de Janeiro (Consulado-Geral)
  - São Paulo (Consulado-Geral)
- Canadá
  - Ottawa (Embaixada)
  - Toronto (Consulado-Geral)
  - Vancouver (Consulado-Geral)
- Chile
  - Santiago (Embaixada)
- Colômbia
  - Bogotá (Embaixada)
- Costa Rica
  - San José (Embaixada)
- Cuba
  - Havana (Embaixada)
- Estados Unidos
  - Washington, D.C. (Embaixada)
  - Chicago (Consulado-Geral)
  - Miami (Consulado-Geral)
  - Nova Iorque (Consulado-Geral)
  - São Francisco (Consulado-Geral)
- México
  - Cidade do México (Embaixada)
- Panamá
  - Cidade do Panamá (Embaixada)
- Peru
  - Lima (Embaixada)
- República Dominicana
  - Santo Domingo (Embaixada)
- Suriname
  - Paramaribo (Embaixada)
- Trinidad e Tobago
  - Port of Spain (Embaixada)
- Venezuela
  - Caracas (Embaixada)

## Ásia
- Afeganistão
  - Cabul (Embaixada)
- Arábia Saudita
  - Riade (Embaixada)
- Azerbaijão
  - Baku (Embaixada)
- Bangladesh
  - Daca (Embaixada)
- Catar
  - Doha (Embaixada)
- Cazaquistão
  - Astana (Embaixada)
- China
  - Pequim (Embaixada)
  - Cantão (Consulado-Geral)
  - Chongqing (Consulado-Geral)
  - Hong Kong (Consulado-Geral)
  - Xangai (Consulado-Geral)
- Coreia do Sul
  - Seul (Embaixada)
- Emirados Árabes Unidos
  - Abu Dhabi (Embaixada)
  - Dubai (Consulado-Geral)
- Filipinas
  - Manila (Embaixada)
- Geórgia
  - Tbilisi (Embaixada)
- Iêmen
  - Saná (Embaixada)
- Índia
  - Nova Deli (Embaixada)
  - Bombaim (Consulado-Geral)
- Indonésia
  - Jacarta (Embaixada)
- Irão
  - Teerã (Embaixada)
- Iraque
  - Bagdá (Embaixada)
  - Arbil (Consulado-Geral)
- Israel
  - Tel Aviv (Embaixada)
- Japão
  - Tóquio (Embaixada)
  - Osaka (Consulado-Geral)
- Jordânia
  - Amã (Embaixada)
- Kuwait
  - Kuwait (Embaixada)
- Líbano
  - Beirute (Embaixada)
- Malásia
  - Kuala Lumpur (Embaixada)
- Myanmar
  - Rangum (Embaixada)
- Omã
  - Mascate (Embaixada)
- Palestina
  - Ramallah (Escritório de Representação)
- Paquistão
  - Islamabad (Embaixada)
- Singapura
  - Singapura (Embaixada)
- Síria
  - Damasco (Embaixada)
- Sri Lanka
  - Colombo (Embaixada)
- Tailândia
  - Banguecoque (Embaixada)
- Taiwan
  - Taipé (Escritório de Comércio)
- Turquia
  - Ancara (Embaixada)
  - Istambul (Consulado-Geral)
- Vietname
  - Hanói (Embaixada)
  - Cidade de Ho Chi Minh (Consulado-Geral)

## Europa
- Albânia
  - Tirana (Embaixada)
- Alemanha
  - Berlim (Embaixada)
  - Düsseldorf (Consulado-Geral)
  - Munique (Consulado-Geral)
- Áustria
  - Viena (Embaixada)
- Bélgica
  - Bruxelas (Embaixada)
  - Antuérpia (Consulado-Geral)
- Bósnia e Herzegovina
  - Sarajevo (Embaixada)
- Bulgária
  - Sófia (Embaixada)
- Chipre
  - Nicósia (Embaixada)
- Croácia
  - Zagreb (Embaixada)
- Dinamarca
  - Copenhaga (Embaixada)
- Eslováquia
  - Bratislava (Embaixada)
- Eslovênia
  - Liubliana (Embaixada)
- Espanha
  - Madrid (Embaixada)
- Estónia
  - Tallinn (Embaixada)
- Finlândia
  - Helsínquia (Embaixada)
- França
  - Paris (Embaixada)
- Grécia
  - Atenas (Embaixada)
- Hungria
  - Budapeste (Embaixada)
- Irlanda
  - Dublin (Embaixada)
- Itália
  - Roma (Embaixada)
  - Milão (Consulado-Geral)
- Kosovo
  - Pristina (Embaixada)
- Letônia
  - Riga (Embaixada)
- Lituânia
  - Vilnius (Embaixada)
- Luxemburgo
  - Luxemburgo (Embaixada)
- Macedônia do Norte
  - Escópia (Embaixada)
- Malta
  - Valeta (Embaixada)
- Noruega
  - Oslo (Embaixada)
- Polónia
  - Varsóvia (Embaixada)
- Portugal
  - Lisboa (Embaixada)
- Reino Unido
  - Londres (Embaixada)
- Chéquia
  - Praga (Embaixada)
- Roménia
  - Bucareste (Embaixada)
- Rússia
  - Moscovo (Embaixada)
  - São Petersburgo (Consulado-Geral)
- Sérvia
  - Belgrado (Embaixada)
- Suécia
  - Estocolmo (Embaixada)
- Suíça 
  - Berna (Embaixada)
- Ucrânia
  - Kiev (Embaixada)
- Santa Sé
  - Roma (Embaixada)

## Oceania
- Austrália
  - Camberra (Embaixada)
  - Sydney (Consulado-Geral)
- Nova Zelândia
  - Wellington (Embaixada)

## Organizações Multilaterais
- - Bruxelas (Missão Permanente do país ante a União Europeia e OTAN)
  - Estrasburgo (Missão Permanente do país ante a Conselho da Europa)
  - Genebra (Missão Permanente do país ante as Nações Unidas e outras organizações internacionais)
  - Nairóbi (Missão Permanente do país ante as Nações Unidas e outras organizações internacionais)
  - Nova Iorque (Missão Permanente do país ante as Nações Unidas)
  - Paris (Missão Permanente do país ante a OCDE e Unesco)
  - Roma (Missão Permanente do país ante a Organização das Nações Unidas para Agricultura e Alimentação)
  - Viena (Missão Permanente do país ante as Nações Unidas)